# The Scythe
The Scythe (произносится /ðə saɪð/, в переводе с английского — коса в знач. инструмент, коса смерти)
— четвёртый студийный концептуальный альбом итальянской пауэр-метал группы Elvenking, вышедший в 2007 году.
Тематика The Scythe — любовь и смерть. Последняя тема персонифицирована в виде девушки, изображённой на обложке альбома, а также в видеоклипе на песню «The Divided Heart» (там её роль сыграла Isabella Tuni).
Также образ внешне прекрасной девушки с косой проходит через все песни альбома. Целостность повествованию придаётся при помощи стихотворных вставок в начале и/или конце каждой песни.
Альбом издан в Европе студией AFM Records, в странах СНГ — студией CD-Maximum.

### Стиль
Стиль на этом альбоме потерпел изменения по сравнению с предыдущим полноформатником «The Winter Wake», так как значительно уменьшилось влияние фолк-музыки. В то же время в ряде песен появились элементы метала в духе группы HIM (The Divided Heart) и металкора (Romance and Wrath , Death And The Suffering). В текстовом плане традиционная для группы тематика фэнтези сменилась хоррором и мистикой.

## Список композиций
1. The Scythe (Коса). Длина 5:36. Лирика и музыка — Aydan.
2. Lost Hill Of Memories (Затерянный Холм Воспоминаний). Длина 4:58. (Здесь и далее — если авторство не указано отдельно, то оно принадлежит Aydan.)
3. Infection (Инфекция). Длина 5:24. Лирика — Damnagoras.
4. Poison Tears (Отравленные Слёзы). Длина — 4:30. Как и в предыдущей песне, автор лирики — Damnagoras.
5. The Riddle Of Stars (Загадка Звёзд). Длина — 5:22.
6. Romance And Wrath (Романтика и Ярость). Длина — 8:14. Лирика — Damnagoras.
7. The Divided Heart (Разделённое Сердце). Длина — 4:39. Лирика — Damnagoras.
8. Totentanz. Длина — 2:28. Инструментальный трек.
9. Death And The Suffering (Смерть и Страдание). Длина — 5:11. Лирика — Damnagoras.
10. Dominhate (название основано на непереводимой игре и сочетании слов «dominate» — господствовать и «hate» — ненависть). Длина — 8:57.

На песню «The Divided Heart» был снят видеоклип, в котором люди после встречи со Смертью (Леди с Косой) заканчивают жизнь самоубийством.

## Над альбомом работали
Состав группы не изменился со времён «The Winter Wake» (2006). Elvenking по-прежнему включает в себя следующих музыкантов:
- Damnagoras — вокал
- Aydan — гитара
- Elyghen — клавишные, скрипка
- Gorlan — бас-гитара
- Zender — ударные

Также в создании альбома принимал участие струнный квартет.